# اچ‌ام‌اس تلگراف (۱۸۱۳)
اچ‌ام‌اس تلگراف (۱۸۱۳) (به انگلیسی: HMS Telegraph (1813)) یک کشتی بود. این کشتی در سال ۱۸۱۲ ساخته شد.